# Acid fenamic
Acidul fenamic este un compus organic derivat de la acidul antranilic. Esterii săi sunt denumiți fenamați,:458 aceștia fiind structuri de bază pentru diferite substanțe medicamentoase din clasa antiinflamatoarelor nesteroidiene (AINS), precum: acid mefenamic, acid flufenamic, acid meclofenamic, acid tolfenamic și etofenamat.:235:17

## Obținere și proprietăți
Acidul fenamic poate fi sintetizat de la acidul 2-clorobenzoic și poate fi convertit la acridonă.